# Myracrodruon
Myracrodruon  es un género de plantas con 3 especies,  perteneciente a la familia de las anacardiáceas.

## Taxonomía
El género fue descrito por Francisco Freire Allemão y publicado en Trabalhos da Commissão Scientifica de Exploracão, Seccão Botanica 1: 3, t. 1, 2. 1862[1862]. La especie tipo es: Myracrodruon urundeuva Allemão

## Especies
- Myracrodruon concinnus Engl.
- Myracrodruon macrocalyx Engl.
- Myracrodruon urundeuva Allemão